# Craghead
Craghead är en by i civil parish Stanley, i kommunen Durham i grevskapet Durham, i England. Byn är belägen 9,5 km från Durham. Orten har 906 invånare (2015). Craghead var en civil parish 1869–1937 när blev den en del av Stanley och Lanchester. Civil parish hade 4 973 invånare år 1931.